# Endeodes blaisdelli
Endeodes blaisdelli är en skalbaggsart som beskrevs av Moore 1954. Endeodes blaisdelli ingår i släktet Endeodes och familjen borstbaggar. Inga underarter finns listade i Catalogue of Life.